# AWK
AWK е език за програмиране, специално предназначен за обработка на текст и обикновено се използва като средство за извличане на информация. Езикът е стандарт за UNIX-подобни операционни системи и става много популярен в края на 70-те и 80-те години.

## Синтаксис
AWK е език за текстови файлове.

### Hello World
```
BEGIN
 
{
 
print
 
"Hello, world!"
 
}

```